# Leen Van Durme
Leen Van Durme (Brussel, 8 augustus 1974) is een Belgische illustrator van kinderboeken.

## Leven
Van Durme studeerde kunsthumaniora en studeerde af als Grafische- en reclamevomgever aan de Koninklijke Academie voor Schone Kunsten in Gent. Voor ze in 2002 zelfstandig auteur/illustrator en vormgever werd, had ze onder meer voor Woestijnvis en de VUM-groep gewerkt.

## Werk
Ze heeft eigen werk uitgebracht, maar illustreerde ook verhalen van andere auteurs. Haar debuut was Otto wil slapen (1998, Standaard), waarvoor ze ook het verhaal schreef. Sindsdien heeft ze een twintigtal boeken geïllustreerd. Ze werkt meestal op een basis van aquarel in combinatie met (kleur)potlood, vetkrijt, bister... Auteurs met wie ze ondertussen heeft samengewerkt zijn onder meer Brigitte Minne, Martina De Ridder en Jonas Boets.

## Bekroningen
- 2005: Kinder- en Jeugdjury voor Lobbes van Magda Ria Rapoye[1]
- 2005: Kinder- en Jeugdjury voor Muis wil geen luis van Leen Van Opstal
- 2007: Kinder- en Jeugdjury voor De schoenen van mama van Lucrèce L’Ecluse

- Digitale Bibliotheek voor de Nederlandse Letteren: durm008
- Gemeinsame Normdatei: 1014380995
- International Standard Name Identifier: 0000 0003 6919 2330
- Library of Congress Control Number: no2013126525
- Nederlandse Thesaurus van Auteursnamen: 169382974
- Virtual International Authority File: 285999388
- WorldCat: E39PBJdcxD8CbGCmCjYjcCChHC